# یونان رمی

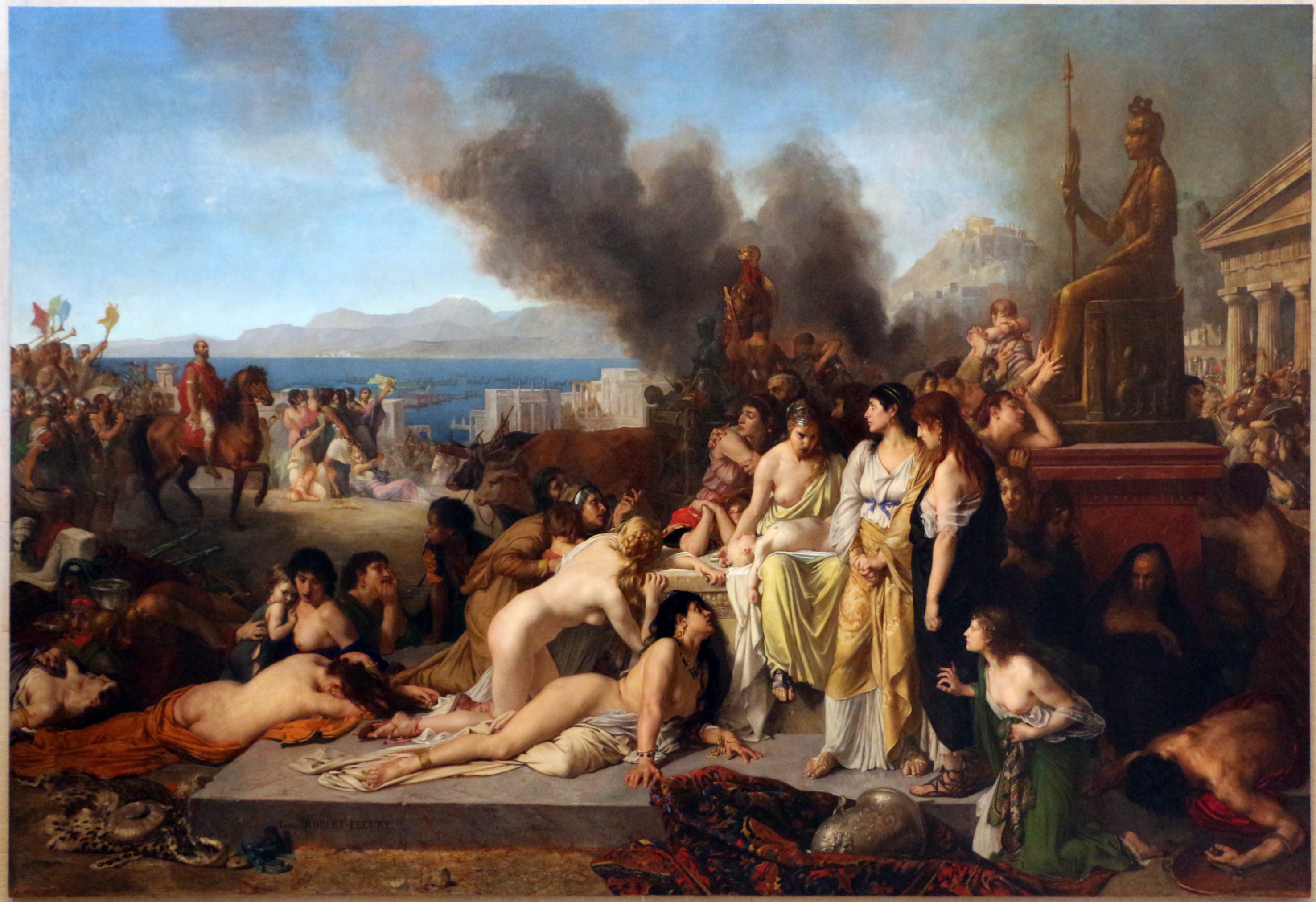
صحنه نبرد کورنت (146 قبل از میلاد): آخرین روز قبل از اینکه لشکرهای رومی شهر کورنت یونان را غارت کنند و آتش بزنند.

یونان رمی (به انگلیسی: Greece in the Roman era)یا یونان تحت سیطره روم اشاره به دوران رومی تاریخ یونان است که با شکست کورنت در نبرد کورنت در سال۱۴۶ قبل از میلاد آغاز شد جمهوری روم با غلبه بر پادشاهی مقدونیه در یک سری درگیری های معروف به جنگ مقدونیه ، به طور پیوسته کنترل سرزمین اصلی یونان را به دست می گرفت.سرانجام جنگ چهارم مقدونیه در نبرد پیدنا در سال ۱۴۸ قبل از میلاد با شکست آندریسکوس مدعی سلطنتی مقدونیه پایان یافت.اشغال قطعی جهان یونان توسط رومی ها پس از نبرد آکتیوم (۳۱ سال قبل از میلاد) ، که در آن آگوستوس کلئوپاترا هفتم ، ملکه بطلمیوسی مصر یونان و ژنرال رومی مارک آنتونی را شکست داد ، و پس از آن اسکندریه (سال ۳۰ قبل از میلاد) به عنوان آخرین شهر بزرگ یونانی فتح شد تحقق یافت.دوران رومی تاریخ یونان پس از این که شهر بیزانس توسط امپراتور کنستانتین بزرگ به عنوان نوا روما ، به عنوان پایتخت جدید امپراتوری روم برگزیده شد، ادامه یافت. در سال ۳۳۰ میلادی ، این شهر به قسطنطنیه تغییر نام یافت. پس از آن ، امپراتوری بیزانس به طور کلی از نظر فرهنگ و زبان یونانی شد.

نقشه فتوحات رومی ها در یونان باستان.